# 下松郵便局
下松郵便局（くだまつゆうびんきょく）は、山口県下松市にある郵便局。民営化前の分類では集配普通郵便局であった。

## 概要
住所：〒744-8799 山口県下松市新川1丁目4-5

### 分室
分室はなし。過去に存在した分室は以下のとおり。
- 洲鼻分室 - 1948年（昭和23年）に廃止。

### 出張所（局外ATM）
民営化前は以下の場所に出張所としてATMを設置していた。現在も同じ場所にATMがあるが、管理はゆうちょ銀行広島支店となっている。
- ザ・モール周南内出張所
- サンリブ下松内出張所

## 沿革
- 1873年（明治7年）12月16日 - 下松郵便取扱所として開設[1]。
- 1875年（明治8年）1月1日 - 下松郵便局（五等）となる。
- 1890年（明治23年）8月1日 - 為替・貯金取扱を開始。
- 1900年（明治33年）1月21日 - 下松郵便電信局となる。
- 1903年（明治36年）4月1日 - 通信官署官制の施行に伴い下松郵便局となる。
- 1948年（昭和23年）5月11日 - 洲鼻分室を廃止[2]。
- 1963年（昭和38年）6月30日 - 電話通話事務および和文電報受付事務を開始。
- 1979年（昭和54年）10月 - 局舎新築落成。
- 1980年（昭和55年）7月7日 - 花岡郵便局[3] から集配業務を移管。
- 1999年（平成11年） - 外国通貨の両替および旅行小切手の売買に関する業務取扱を開始。
- 2006年（平成18年）9月11日 - 米川郵便局（〒744-0299→〒744-0271）から集配業務を移管[4]。
- 2007年（平成19年）10月1日 - 民営化に伴い、併設された郵便事業下松支店に一部業務を移管。
- 2012年（平成24年）10月1日 - 日本郵便株式会社発足に伴い、郵便事業下松支店を下松郵便局に統合。

## 取扱内容
- 郵便、印紙、ゆうパック、内容証明
- 貯金、為替、振替、振込、国際送金、国債、投資信託
- 生命保険、バイク自賠責保険、自動車保険
- ゆうちょ銀行ATM
- 下松市内全域（〒744-00xx、744-85xx、744-86xx、744-87xx、744-02xx）の集配業務
- ゆうゆう窓口

## 周辺
- 東洋鋼鈑下松工場
- 国道188号

## アクセス
- JR山陽本線 下松駅から徒歩約5分
- 中国JRバス、防長バス 下松駅前停留所下車
- 山陽自動車道 徳山東ICから南東へ約5km
- 駐車場あり：14台